# 쓰핑 육군전차학교
만주국 쓰핑 육군전차학교(滿洲國 四平陸軍戦車学校)는 만주국 쓰핑성 쓰핑 소재 일본 제국 육군의 병과학교이다. 1940년 12월 2일부터 1945년 7월 26일까지 운영되었다.